# José Augusto Barbosa de Aguiar
José Augusto Barbosa de Aguiar (Vitória, Espírito Santo, 24 de janeiro de 1924 – 1988) foi um médico brasileiro.
Graduado pela Faculdade Nacional de Medicina da Universidade do Brasil em 1947. Foi eleito membro da Academia Nacional de Medicina em 1976, sucedendo Edgard Magalhães Gomes na Cadeira 12, que tem Pedro de Almeida Magalhães como patrono.